# 施皮茨施泰因山
47°42′43″N 12°14′53″E / 47.71194°N 12.24806°E

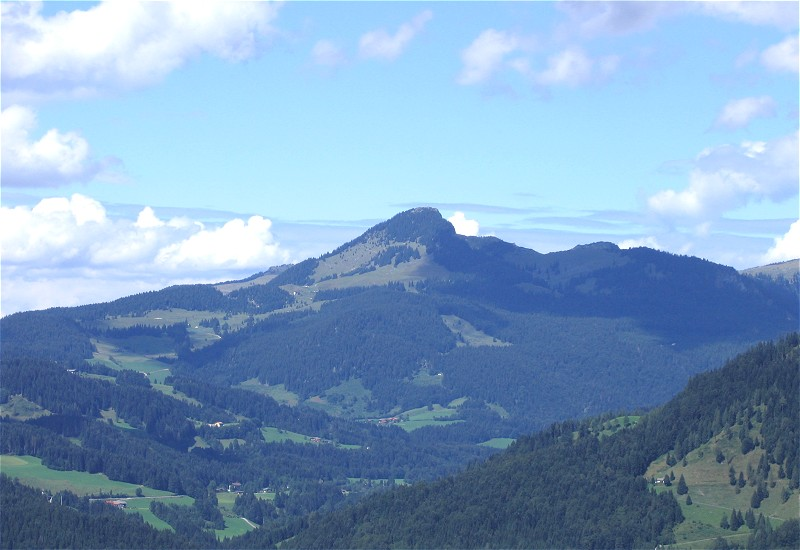

施皮茨施泰因山（德語：Spitzstein），是德國的山峰，位於該國南部，由巴伐利亞負責管轄，屬於基姆高山脈的一部分，海拔高度1,596米，每年平均降雨量1,847毫米。